# 175-й штурмовой авиационный полк
175-й штурмовой авиационный полк, он же 175-й скоростной бомбардировочный авиационный полк — воинская часть вооружённых сил СССР, действовавшая в Великой Отечественной войне.

## Наименование полка
В различные годы своего существования полк имел наименования:
- 175-й скоростной бомбардировочный авиационный полк;
- 175-й штурмовой авиационный полк;
- 175-й бомбардировочный авиационный полк (1951);
- 175-й тяжелый бомбардировочный авиационный полк (1959);
- 175-й военно-транспортный авиационный полк (1959);
- Войсковая часть (Полевая почта) 30143.

## История
Полк формировался в составе ВВС Московского военного округа в мае—июне 1941 года как ближнебомбардировочный авиационный полк, но впоследствии был вооружён самолётами Ил-2.
Находился в составе действующей армии во время Великой Отечественной войны с 22 августа по 12 октября 1941 и с 13 февраля по 22 октября 1942 года как 175-й скоростной бомбардировочный авиационный полк, с 29 марта по 1 мая 1943 и с 24 мая 1943 по 9 мая 1945 года как 175-й штурмовой авиационный полк.
C 19 сентября 1941 года, имея 20 самолётов Ил-2, действовал в составе 8-й истребительной авиационной дивизии на южных и юго-западных подступах к Ленинграду, в частности в районах Ораниенбаума, Гатчины, Тосно, аэродрому Сиверская.
12 октября 1941 года был отведён в резерв. Вновь начал боевую работу с 13 февраля 1942 года на Волховском фронте, в частности, действовал в районе Будогощи, Спасской Полисти. До конца октября 1942 года действовал на Волховском фронте, затем был повторно отведён в резерв.
Вновь поступил в действующую армию 29 марта 1943 года в составе 305-й штурмовой авиационной дивизии, действовал над Северским Донцом.
С первого дня участвовал в Курской битве; так, 5 июля 1943 года под прикрытием истребителей 116-го истребительного авиационного полка восемнадцатью самолётами Ил-2 выполнял боевую задачу по уничтожению переправы через реку Северский Донец в районе Соломине. Однако вылет оказался неудачным: цель не была уничтожена, а полк за один вылет потерял 9 самолётов, 8 лётчиков и 7 воздушных стрелков, а всего за два дня боёв над переправой — 13 самолётов.
В августе 1943 года действовал в районе Изюма, Барвенково, Запорожье. 28 сентября 1943 года нанёс штурмовой удар по аэродрому Канцеровка.
Осенью 1943 года и весной 1944 года поддерживал наступление советских войск на Южной Украине. В марте 1944 года действовал в районе посёлка Новый Буг, после освобождения Одессы базировался рядом с городом.
В июле 1944 года полк был переброшен в Прибалтику, действовал в Латвии, в частности в районе Аугшпилса. 17 августа 1944 года нанёс удар по причалу и плавсредствам у острова Пийриссаар на Чудском озере.
В декабре 1944 года базировался на аэродроме Халева у побережья Балтики и до конца войны действовал против курляндской группировки противника, прижатой к морю на Курляндском полуострове. В последний день войны полк нанёс удары по артиллерийско-миномётным батареям противника в районе Айзпуте, по железнодорожной станции Калвене, по колонне автомашин на шоссе из Скрунды в Либаву.
Одно время полк действовал на именных самолётах «Валериан Куйбышев», построенных на средства трудящихся города Куйбышева.
С декабря 1944 года в полку действовал экипаж младшего лейтенанта Г. Т. Чайко (в составе: воздушный стрелок К. Шишкин, механик П. Бобров, моторист В. Тарасов), который воевал на собственном самолёте Ил-2 (заводской № 309026), на борту которого значилась надпись: «Куплен на личные сбережения экипажа».
С 1951 года, переименованный в 175-й тяжёлый бомбардировочный авиационный полк, дислоцировался на аэродроме города Стрый, имел на вооружении бомбардировщики Ту-4. С 1956 года находился в подчинении 43-й воздушной армии дальней авиации.
В связи с началом создания Ракетных войск стратегического назначения (РВСН) на базе объединений Дальней Авиации и её реорганизации в 1959 году, 175-й тяжёлый бомбардировочный авиационный полк был переформирован в 175-й военно-транспортный авиационный полк и передислоцирован на аэродром Мелитополь (Запорожская область, Украинская ССР).

## Подчинение
| Дата            | Фронт (округ)                                  | Армия                | Корпус                           | Дивизия                                | Примечания          |
| --------------- | ---------------------------------------------- | -------------------- | -------------------------------- | -------------------------------------- | ------------------- |
| 01.09.1941 года | Ленинградский фронт                            | -                    | -                                | 8-я истребительная авиационная дивизия | -                   |
| 01.10.1941 года | Ленинградский фронт                            | -                    | -                                | -                                      | -                   |
| 01.11.1941 года | -                                              | -                    | -                                | -                                      | на переформировании |
| 01.12.1941 года | -                                              | -                    | -                                | -                                      | на переформировании |
| 01.01.1942 года | -                                              | -                    | -                                | -                                      | на переформировании |
| 01.02.1942 года | Резерв Ставки ВГК                              | -                    | -                                | -                                      | -                   |
| 01.03.1942 года | Западный фронт                                 | -                    | -                                | -                                      | -                   |
| 01.04.1942 года | Ставка Верховного Главнокомандования           | -                    | 1-я ударная авиационная группа   | -                                      | -                   |
| 01.05.1942 года | Ставка Верховного Главнокомандования           | -                    | 1-я ударная авиационная группа   | -                                      | -                   |
| 01.06.1942 года | Ставка Верховного Главнокомандования           | -                    | 1-я ударная авиационная группа   | -                                      | -                   |
| 01.07.1942 года | Ставка Верховного Главнокомандования           | -                    | 1-я ударная авиационная группа   | -                                      | -                   |
| 01.08.1942 года | Волховский фронт                               | -                    | -                                | -                                      | -                   |
| 01.09.1942 года | Волховский фронт                               | -                    | -                                | 281-я штурмовая авиационная дивизия    | -                   |
| 01.10.1942 года | Волховский фронт                               | -                    | -                                | 281-я штурмовая авиационная дивизия    | -                   |
| 01.11.1942 года | Резерв Ставки ВГК                              | -                    | -                                | -                                      | -                   |
| 01.12.1942 года | Приволжский военный округ                      | -                    | -                                | -                                      | -                   |
| 01.01.1943 года | Приволжский военный округ                      | -                    | -                                | -                                      | -                   |
| 01.02.1943 года | Приволжский военный округ                      | -                    | -                                | -                                      | -                   |
| 01.03.1943 года | Приволжский военный округ                      | -                    | -                                | -                                      | -                   |
| 01.04.1943 года | Юго-Западный фронт                             | 17-я воздушная армия | 9-й смешанный авиационный корпус | 305-я штурмовая авиационная дивизия    | -                   |
| 01.05.1943 года | Юго-Западный фронт                             | 17-я воздушная армия | 9-й смешанный авиационный корпус | 305-я штурмовая авиационная дивизия    | -                   |
| 01.06.1943 года | Юго-Западный фронт                             | 17-я воздушная армия | 9-й смешанный авиационный корпус | 305-я штурмовая авиационная дивизия    | -                   |
| 01.07.1943 года | Юго-Западный фронт                             | 17-я воздушная армия | 9-й смешанный авиационный корпус | 305-я штурмовая авиационная дивизия    | -                   |
| 01.08.1943 года | Воронежский фронт                              | 2-я воздушная армия  | -                                | 291-я штурмовая авиационная дивизия    | -                   |
| 01.09.1943 года | Юго-Западный фронт                             | 17-я воздушная армия | 9-й смешанный авиационный корпус | 305-я штурмовая авиационная дивизия    | -                   |
| 01.10.1943 года | Юго-Западный фронт                             | 17-я воздушная армия | 9-й смешанный авиационный корпус | 305-я штурмовая авиационная дивизия    | -                   |
| 01.11.1943 года | 3-й Украинский фронт                           | 17-я воздушная армия | 9-й смешанный авиационный корпус | 305-я штурмовая авиационная дивизия    | -                   |
| 01.12.1943 года | 3-й Украинский фронт                           | 17-я воздушная армия | 9-й смешанный авиационный корпус | 305-я штурмовая авиационная дивизия    | -                   |
| 01.01.1944 года | 3-й Украинский фронт                           | 17-я воздушная армия | 9-й смешанный авиационный корпус | 305-я штурмовая авиационная дивизия    | -                   |
| 01.02.1944 года | 3-й Украинский фронт                           | 17-я воздушная армия | 9-й смешанный авиационный корпус | 305-я штурмовая авиационная дивизия    | -                   |
| 01.03.1944 года | 3-й Украинский фронт                           | 17-я воздушная армия | 9-й смешанный авиационный корпус | 305-я штурмовая авиационная дивизия    | -                   |
| 01.04.1944 года | 3-й Украинский фронт                           | 17-я воздушная армия | 9-й смешанный авиационный корпус | 305-я штурмовая авиационная дивизия    | -                   |
| 01.05.1944 года | 3-й Украинский фронт                           | 17-я воздушная армия | 9-й смешанный авиационный корпус | 305-я штурмовая авиационная дивизия    | -                   |
| 01.06.1944 года | 3-й Украинский фронт                           | 17-я воздушная армия | 9-й смешанный авиационный корпус | 305-я штурмовая авиационная дивизия    | -                   |
| 01.07.1944 года | 3-й Украинский фронт                           | 17-я воздушная армия | 9-й смешанный авиационный корпус | 305-я штурмовая авиационная дивизия    | -                   |
| 01.08.1944 года | 3-й Прибалтийский фронт                        | 14-я воздушная армия | -                                | 305-я штурмовая авиационная дивизия    | -                   |
| 01.09.1944 года | 3-й Прибалтийский фронт                        | 14-я воздушная армия | -                                | 305-я штурмовая авиационная дивизия    | -                   |
| 01.10.1944 года | 3-й Прибалтийский фронт                        | 14-я воздушная армия | -                                | 305-я штурмовая авиационная дивизия    | -                   |
| 01.11.1944 года | 2-й Прибалтийский фронт                        | 15-я воздушная армия | -                                | 305-я штурмовая авиационная дивизия    | -                   |
| 01.12.1944 года | 2-й Прибалтийский фронт                        | 15-я воздушная армия | -                                | 305-я штурмовая авиационная дивизия    | -                   |
| 01.01.1945 года | 2-й Прибалтийский фронт                        | 15-я воздушная армия | -                                | 305-я штурмовая авиационная дивизия    | -                   |
| 01.02.1945 года | 2-й Прибалтийский фронт                        | 15-я воздушная армия | -                                | 305-я штурмовая авиационная дивизия    | -                   |
| 01.03.1945 года | 2-й Прибалтийский фронт                        | 15-я воздушная армия | -                                | 305-я штурмовая авиационная дивизия    | -                   |
| 01.04.1945 года | Ленинградский фронт (Курляндская группа войск) | 15-я воздушная армия | -                                | 305-я штурмовая авиационная дивизия    | -                   |
| 01.05.1945 года | Ленинградский фронт (Курляндская группа войск) | 15-я воздушная армия | -                                | 305-я штурмовая авиационная дивизия    | -                   |

## Командиры
- майор Богачёв Николай Григорьевич, погиб 21.09.1941
- подполковник Валивахин Николай Николаевич, пропал без вести 17.08.1943[2]
- Захарченко, Михаил Дмитриевич, майор
- Коробчак, Николай Иванович (1955—1956)

## Отличившиеся воины полка
| Награда | Ф. И. О.                           | Должность                        | Звание            | Дата награждения                           | Данные о вылетах | Примечания                               |
| ------- | ---------------------------------- | -------------------------------- | ----------------- | ------------------------------------------ | ---------------- | ---------------------------------------- |
|         | Голимбиевский, Алексей Афанасьевич | командир эскадрильи              | старший лейтенант | к моменту представления 87 боевых вылета   | 01.07.1944       |                                          |
| -       | Долгов, Алексей Павлович           | командир эскадрильи              | старший лейтенант | -                                          | -                | 5 июля 1943 года совершил огненный таран |
|         | Захарченко, Михаил Дмитриевич      | командир полка                   | майор             | к моменту представления 64 боевых вылета   | 18.08.1945       | -                                        |
|         | Карпухин, Михаил Терентьевич       | заместитель командира эскадрильи | капитан           | к моменту представления 120 боевых вылетов | 18.08.1945       | -                                        |
|         | Лукашин, Василий Иванович          | командир эскадрильи              | старший лейтенант | к моменту представления 98 боевых вылета   | 23.02.1945       | -                                        |
|         | Минеев Дмитрий Михайлович          | заместитель командира эскадрильи | старший лейтенант | к моменту представления 137 боевых вылетов | 23.02.1945       | -                                        |
|         | Петров, Дмитрий Николаевич         | командир эскадрильи              | старший лейтенант | к моменту представления 150 боевых вылетов | 23.02.1945       | -                                        |